# Жупинешть (Арджеш)
Жупинешть, Жупинешті (рум. Jupânești) — село у повіті Арджеш в Румунії. Входить до складу комуни Кошешть.
Село розташоване на відстані 120 км на північний захід від Бухареста, 23 км на північ від Пітешть, 116 км на північний схід від Крайови, 88 км на південний захід від Брашова.

## Населення
За даними перепису населення 2002 року у селі проживала 1061 особа.
Національний склад населення села:
| Національність | Кількість осіб | Відсоток |
| -------------- | -------------- | -------- |
| румуни         | 876            | 82,6%    |
| цигани         | 185            | 17,4%    |

Рідною мовою назвали:
| Мова      | Кількість осіб | Відсоток |
| --------- | -------------- | -------- |
| румунська | 914            | 86,1%    |
| циганська | 147            | 13,9%    |